# Polaroid
Polaroid Corporation — американська компанія, що виробляє фототехніку й побутову електроніку (LCD-телевізори, портативні DVD-плеєри, цифрові фоторамки). Широко знана як виробник фотоапаратів, що дозволяють робити моментальні фотознімки.
У травні 2017 року один з найвідоміших у світі фотобрендів Polaroid придбав польський мільярдер українського походження В'ячеслав Смолоковський.

## Історія
Успіх компанії Polaroid припав на 80-ті роки, але незабаром під тиском виробників цифрової фототехніки вона втратила свої лідерські позиції на ринку. Положення компанії серйозно похитнулося, і вона навіть була змушена звернутися до процедури банкрутства. Сьогодні легендарна фірма намагається повернутися на ринок фототехніки, намагаючись відродити інтерес людей до моментальної фотографії.
Засновником компанії Polaroid є Едвін Герберт Ленд, що народився в 1909 році в сім'ї східноєвропейських євреїв, які іммігрували до США з Російської імперії. З самого раннього дитинства Едвін цікавився пристроєм калейдоскопів і проводив експерименти зі світлом. Після закінчення школи, в якій він віддавав явну перевагу природним наукам, майбутній винахідник «Полароїд» вступив до Гарварду. Проте вже під час навчання в престижному закладі його захоплює цікава наукова ідея і він кидає університет.
Едвін сконцентрувався на тому, щоб винайти поляризаційними фільтри, за допомогою яких можна було «приглушати» світло. У 1929 році Едвін Ленд повернувся до Гарварду вже з патентом на свій унікальний винахід. Його експерименти з поляризаційними фільтрами вразили керівника кафедри фізики, тому Едвінові тут же надали лабораторію для досліджень з поляризації світла.
Незабаром фільтрами для поляризації світла зацікавилися багато дослідних лабораторій. Тому Едвін вирішив скооперуватися зі своїм викладачем фізики Джорджем Вілрайтом і заснувати власну компанію під назвою Land-Wheelwright для просування винаходу. Першим клієнтом нової невеликої фірми стала компанія Kodak, яка вирішила використовувати поляризатори як фільтри для своїх фотоапаратів. Американське оптичне товариство також викупило у Land-Wheelwright права на виробництво протисонцевих окулярів. Завдяки цим вигідним угодам в 1937 році Едвін Ленд зміг перетворити свою невелику фірму в корпорацію Polaroid.
Спочатку діяльність Polaroid була мало пов'язана з фотографічною технікою. Зокрема, в 1939 році компанія отримала замовлення від американського уряду на розробку самонавідних снарядів. Потім вже під час Другої світової війни інженери Polaroid займалися створенням біноклів, перископів, приладів нічного бачення і оптичних пристроїв для повітряної розвідки.
26 листопада 1948 року перша камера Едвіна Ленда, 95A, надійшла у продаж в універмазі Jordan Marsh у Бостоні за 89,75 доларів.

### Фотоапарат SX-70
У 1960-ті компанія представила нову плівку Polacolor, за допомогою якої можна було моментально отримувати тепер уже кольорові фотографії. Одночасно з цим Polaroid працювала над вдосконаленням своїх фотокамер — зменшувалися їх габарити, вносилися нові схеми управління, камери забезпечувалися експонометрією та іншими функціями.
Черговим же проривом стала поява у 1972 році моделі Polaroid SX-70 Land. Це був перший повністю автоматичний фотоапарат для моментального знімання. Фотографу тепер досить було зарядити касету, навести камеру на об'єкт знімання і натиснути на спуск. Через кілька секунд у його руках була готова фотографія. Камера SX-70 мала досить скромні розміри, її можна було взяти з собою на прогулянку, на спортивний матч або концерт.
Фотокамера SX-70 створювалася саме для масового користувача, тому вона була максимально зручною та швидкою в роботі, хоча за якістю фотографій вона як і раніше програвала звичайним фотоапаратам. Для більшості людей побудова композиції, горезвісна гра світла і тіні та інші важливі для професійного фотографа речі відходили на задній план, головним був процес моментального отримання задоволення від знімків. Безумовно, фотоапарат SX-70 чекав оглушливий успіх. Жоден сімейний фотоальбом в Америці вже не обходився без моментальних фотографій, зроблених на «Полароїд».
Едвін Ленд намагався зробити моментальну фотографію виключно монополією компанії Polaroid, вважаючи, що монополія є цілком природним явищем для будь-якої нової компанії, побудованої навколо наукової ідеї.
У 1975 році компанія Kodak вирішила розробити власну систему моментальної фотографії, але незабаром була буквально задавлена позовами від Polaroid. В результаті, Kodak змушена була піти з цього сегменту ринку і компанія Едвіна Ленда довгий час зберігала фактичну монополію.
Головним захистом бізнесу компанії на ринку фототехніки стали численні патенти. Як говорив сам Едвін Ленд: «Єдине, що зберігає нам життя — наша винятковість. А єдине, що захищає нашу винятковість, — патенти». Примітно, що за кількістю патентів, виданих на його ім'я, Ленд поступається тільки легендарному Томасові Едісону.